# Mandelblomma
Mandelblomma, tidigare ofta kallad knölbräcka, (Saxifraga granulata L.) är en ört i familjen stenbräckeväxter.

## Beskrivning
Mandelblomman blir upp till 4 dm hög. Den blommar maj — juni.
Bladen är huvudsakligen en skaftad bladrosett intill marken, men strödda blad kan dessutom finnas utefter blomstjälken.
Blommorna sitter i en gles klase.
10 ståndare och 2 stift.

Klase

Fruktämnet har ett mer eller mindre undersittande läge och ovanpå detta finns en disk. Hyllebladen är fästade omkring mitten av fruktämnet. Blomaxeln är betydligt utvecklad på bredden mitt för kronbladens och ståndarnas fäste. Runt stjälkens bas finns underjordiska små knöl- eller lökformiga groddknoppar, som utgör mandelblommans övervintringsmedel. Därför har växten även kallats knölbräcka.
Frukten är en tvårummig kapsel, som innehåller ett stort antal små frön.
Kromosomtalet varierar stort: vanligast 2n = 52, men 30, 32, 46, 48 och obestämt mellan 49 och 60 förekommer.

## Habitat
Mandelblomman är vida utbredd i Europa och nordvästra Afrika. Saknas helt i Nordamerika och Sydamerika.
I Norden är den till sin utbredning sydlig; den finns i hela Danmark. I Norge bara i låglandets sydligaste delar, och i Finland i närheten av Finska viken.
I Sverige är den allmän norrut upp till Gästrikland; mer sparsamt i södra Norrland. Ymnig så långt ektrakterna sträcker sig. Mindre vanlig i Småländska höglandet.

### Utbredningskartor
- Norden
- Norra halvklotet

## Biotop
Torra backar, men främst trivs mandelblomman i det tunna täcket av jord och mossa på berghällar i öppet läge.

## Etymologi
- Släktnamnet Saxifraga av latin saxum = sten, och frangere = bryta, bräcka med syftning på folkmedicinsk tro att extrakt av bräckor kunde knäcka njursten.
- Artepitetet granulata kommer av latin granulum = korn med syftning på de underjordiska groddknopparna.
- Mandelblomma därför att nyutslagna blommor har en svag mandeldoft.

## Odlade sorter
Mandelblomma odlas ibland som trädgårdsväxt. Då vanligen sorten 'Plena' som har fyllda blommor.

## Synonymer
- Evaiezoa granulata (L.) Raf., 1837
- Saxifraga aemula Sennen, 1928
- Saxifraga boussoui Sennen, 1926
- Saxifraga castellana f. pauciflora Pau, 1895
- Saxifraga castellana Reut. ex Pau, 1895 nom. illeg.
- Saxifraga cernua Lapeyr. nom. illeg.
- Saxifraga glaucescens Reut., 1852.
- Saxifraga glaucescens var. castellana Reut., 1879 nom. inval.
- Saxifraga glaucescens var. minor Willk., 1874.
- Saxifraga granulata var. borealis Engl. & Irmsch., 1916
- Saxifraga granulata ssp. eugranulata Engl. & Irmsch. 1916, nom. inval.
- Saxifraga granulata ssp. fernandesii Redondo & Horjales, 1990
- Saxifraga granulata f. genuina Briq., 1913
- Saxifraga granulata f. genuina Engl. & Irmsch.
- Saxifraga granulata var. glaucescens (Reut.) Engl., 1872
- Saxifraga granulata var. gracilis Engl., 1872
- Saxifraga granulata ssp. graniticola D.A.Webb, 1963
- Saxifraga granulata f. humilis Engl. & Irmsch., 1916
- Saxifraga granulata f. maior Engl. & Irmsch., 1916
- Saxifraga granulata var. multicaulis D.Don, 1874
- Saxifraga penduliflora Bastard, 1813.
- Saxifraga granulata β penduliflora (Bastard) Gren. & Godr., 1848.
- Saxifraga granulata f. penduliflora ([Bastard) Engl. & Irmsch., 1916.
- Saxifraga granulata f. pleniflora Engl. & Irmsch., 1916
- Saxifraga granulata var. rouyana (Magnier) Engl. & Irmsch., 1916
- Saxifraga granulata f. viridiflora Rehmann ex Engl. & Irmsch., 1916
- Saxifraga granulata var. vulgaris Haw., 1821
- Saxifraga recta Sennen & Elías, nom. illeg., non Lapeyr.
- Saxifraga recta sched. exsiccata nom. illeg.
- Saxifraga rouyana Magnier, 1893
- Saxifraga sampaioi Rozeira, 1943

## Underarter
- Saxifraga granulata ssp. graniticola D.A.Webb. Förekommer enbart i Spanien och norra Portugal.
- Saxifraga granulata L. ssp. granulata.

## Bygdemål
| Namn          | Trakt                       | Referens |
| ------------- | --------------------------- | -------- |
| Anis-roser    | Uppland                     | [ 2 ]    |
| Mjölkepiger   | Bohuslän                    |          |
| Hållsknoppar  | Östergötland, Svenskfinland | [ 3 ]    |
| Knölbräcka    |                             |          |
| Lärftsblommor | Blekinge                    | [ 3 ]    |

## Bilder

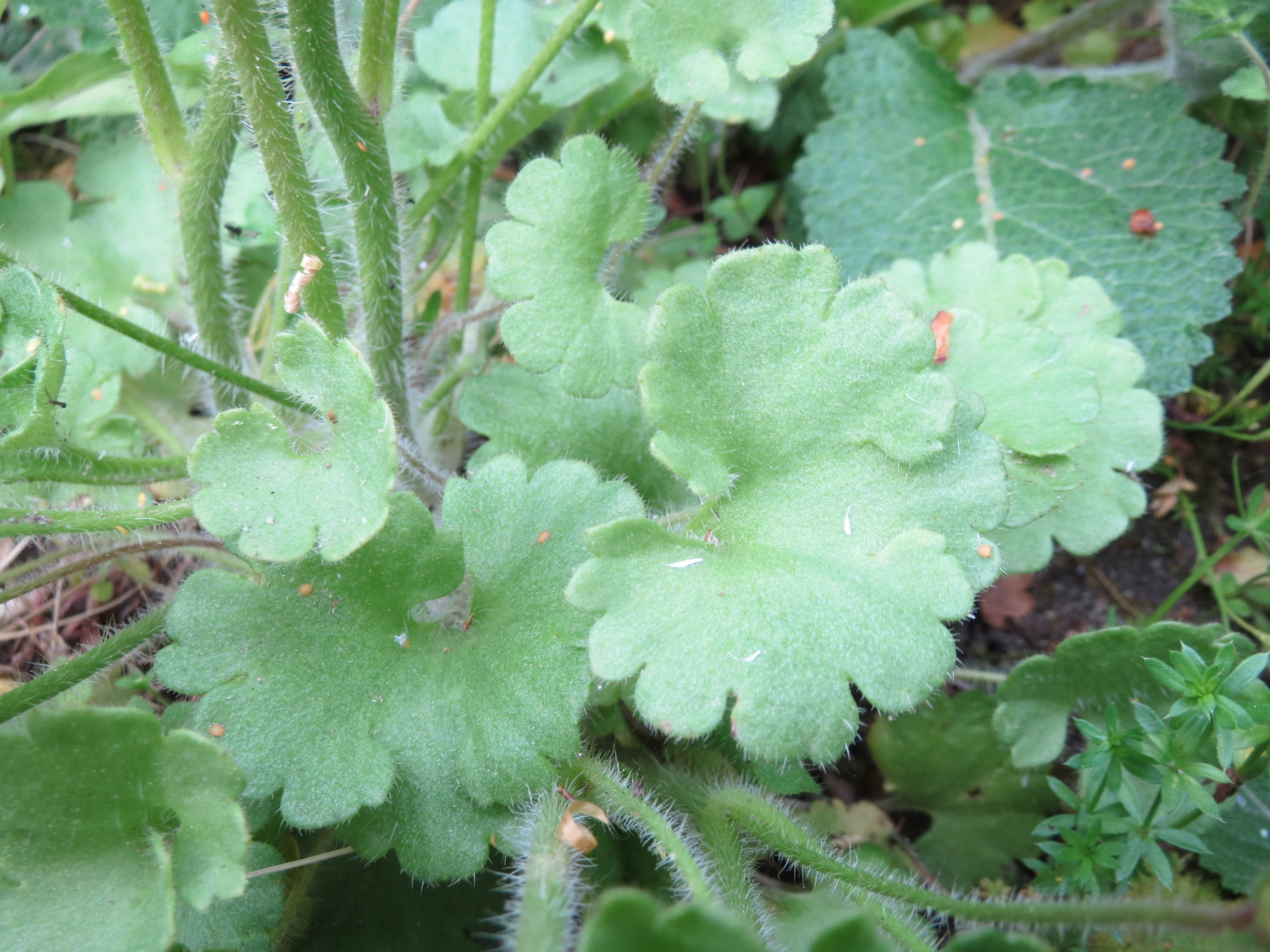
Bladrosett Lägg märke till de håriga stjälkarna
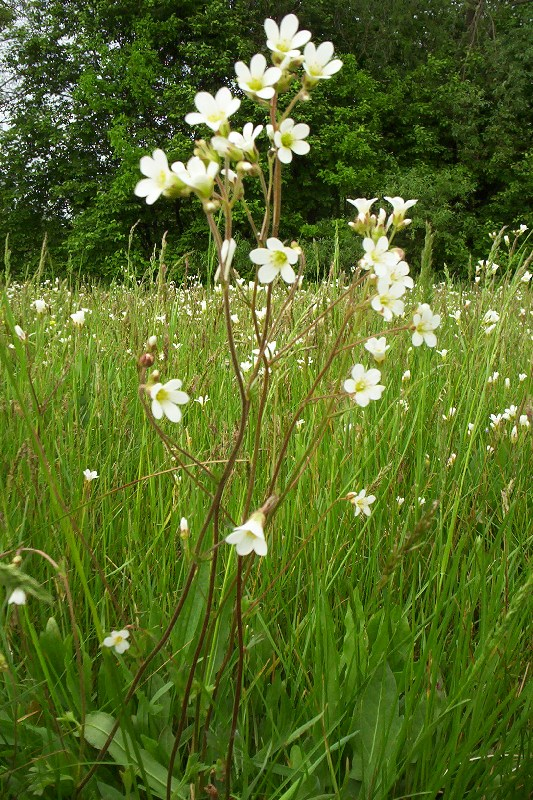
Blommor i gles klase
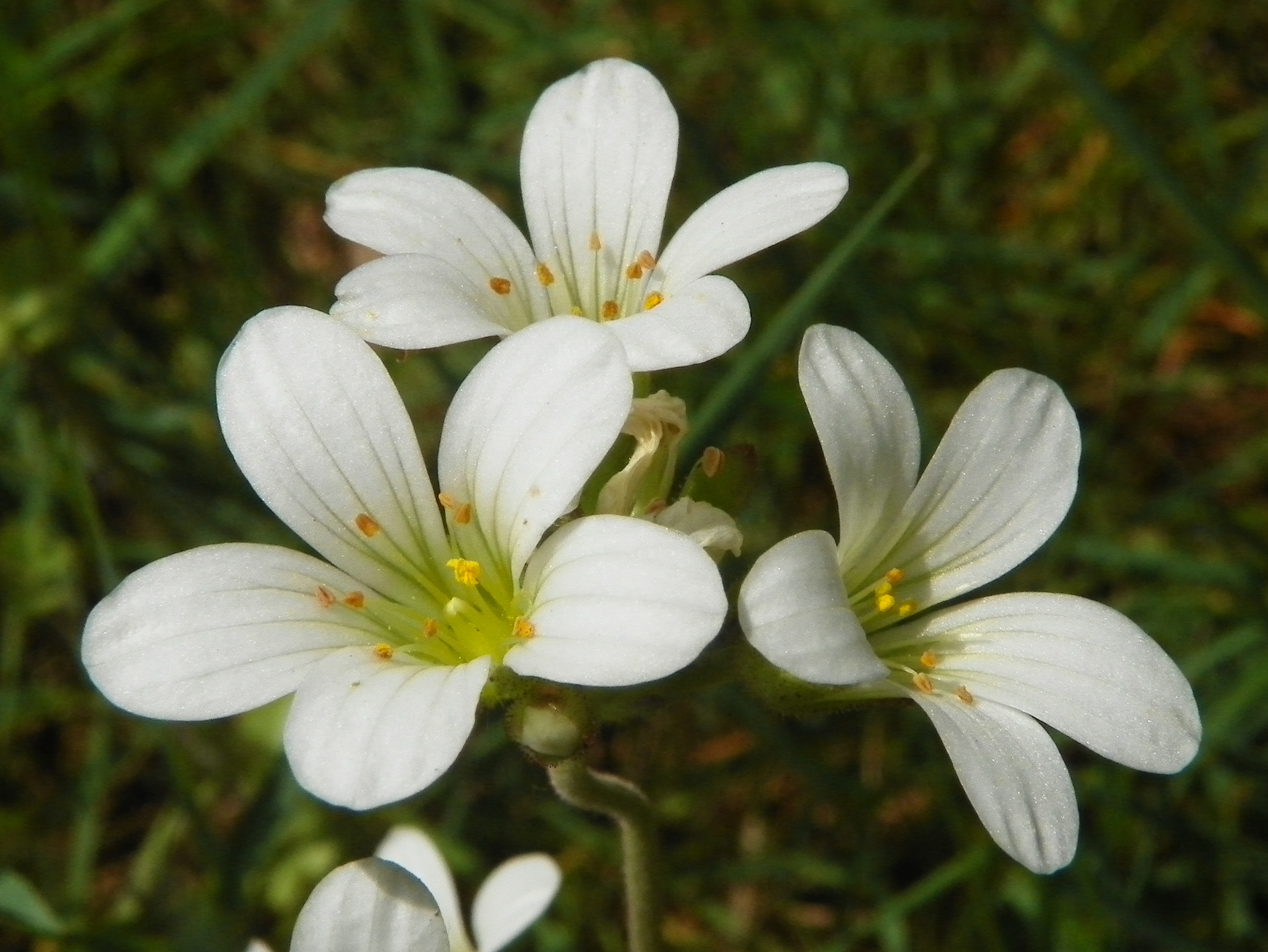
Närbild på blomma, ståndarestadium
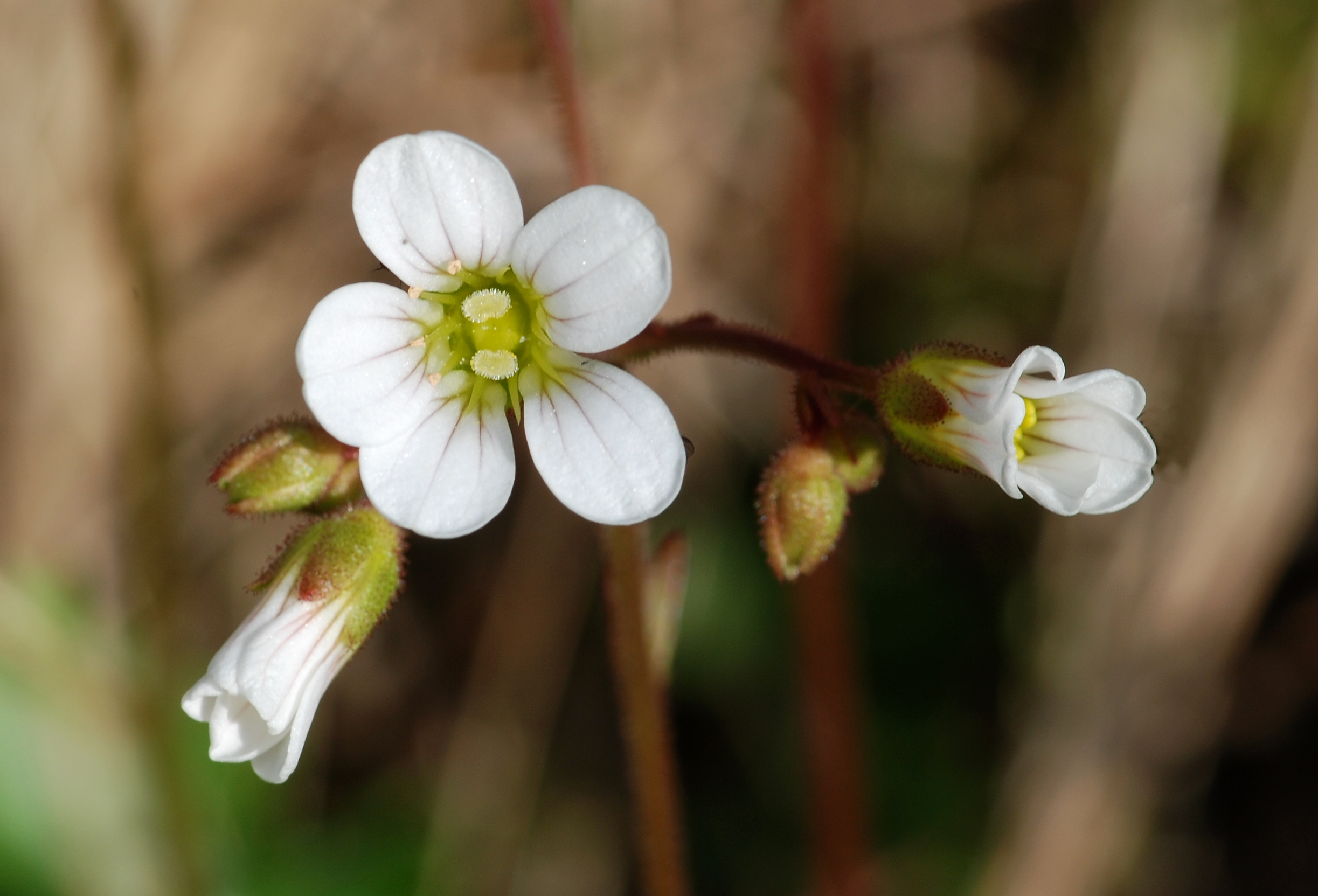
Pistillstadium med 2 märken
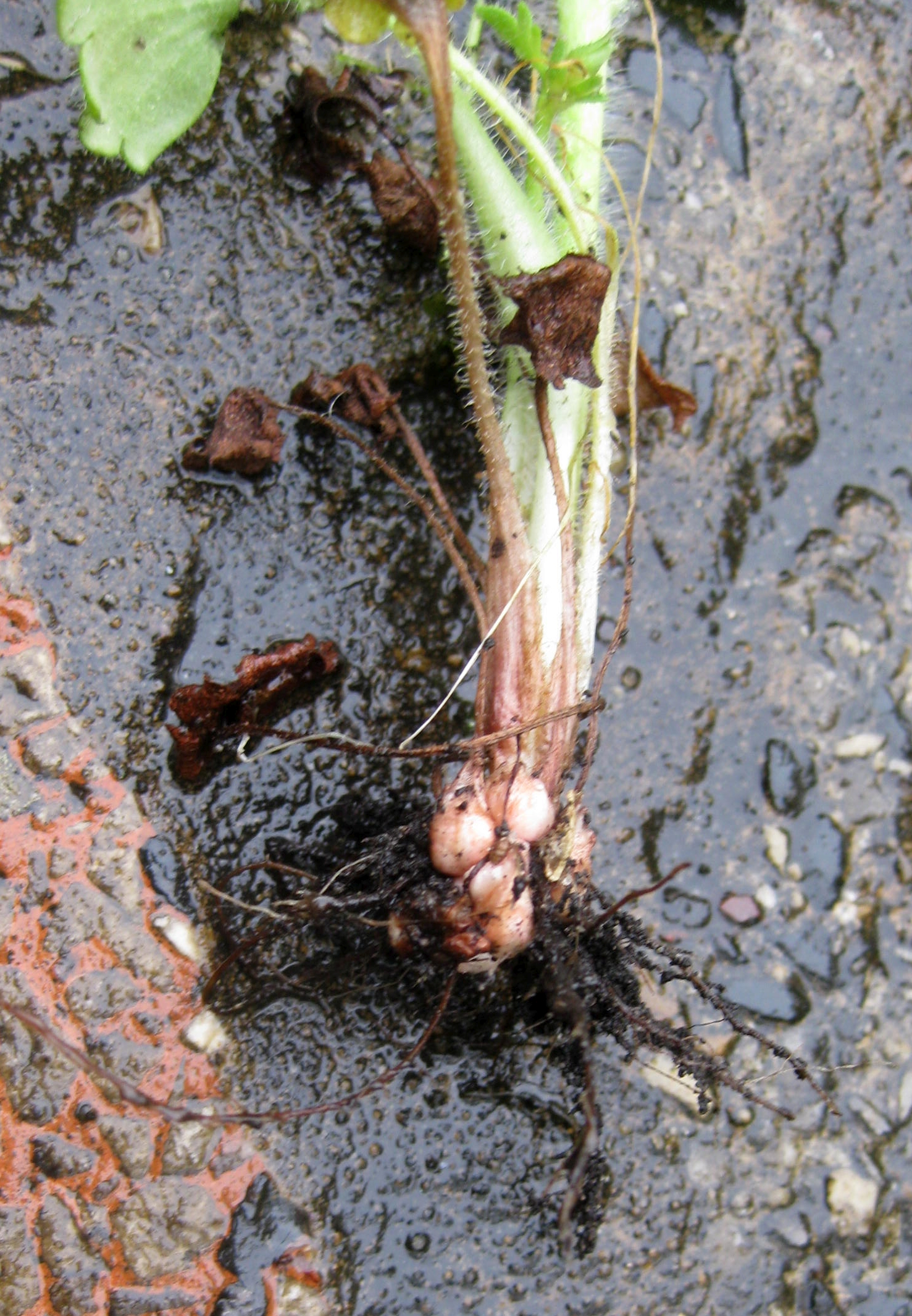
Groddknoppar-na har börjat spira på våren
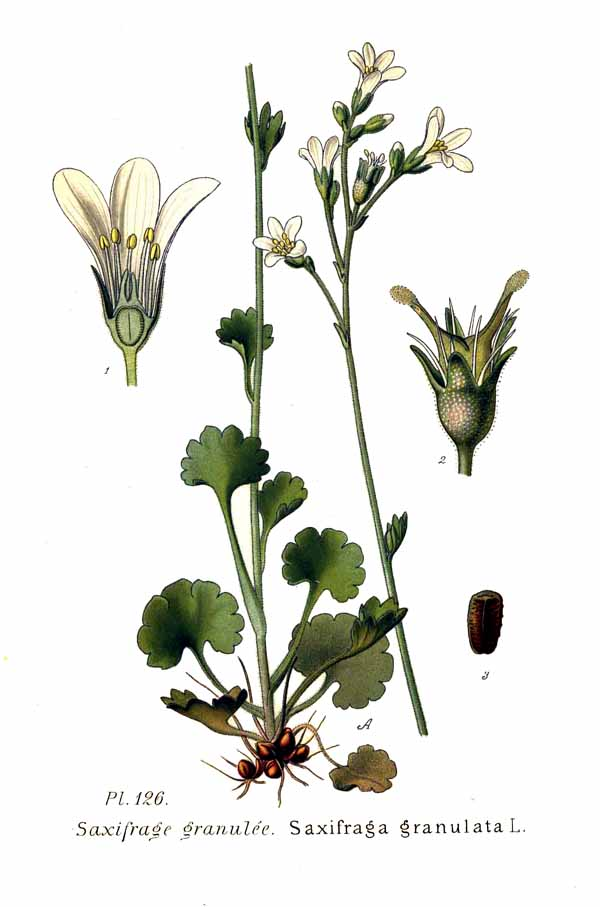
Bild 126 i Atlas des plantes de France, 1891
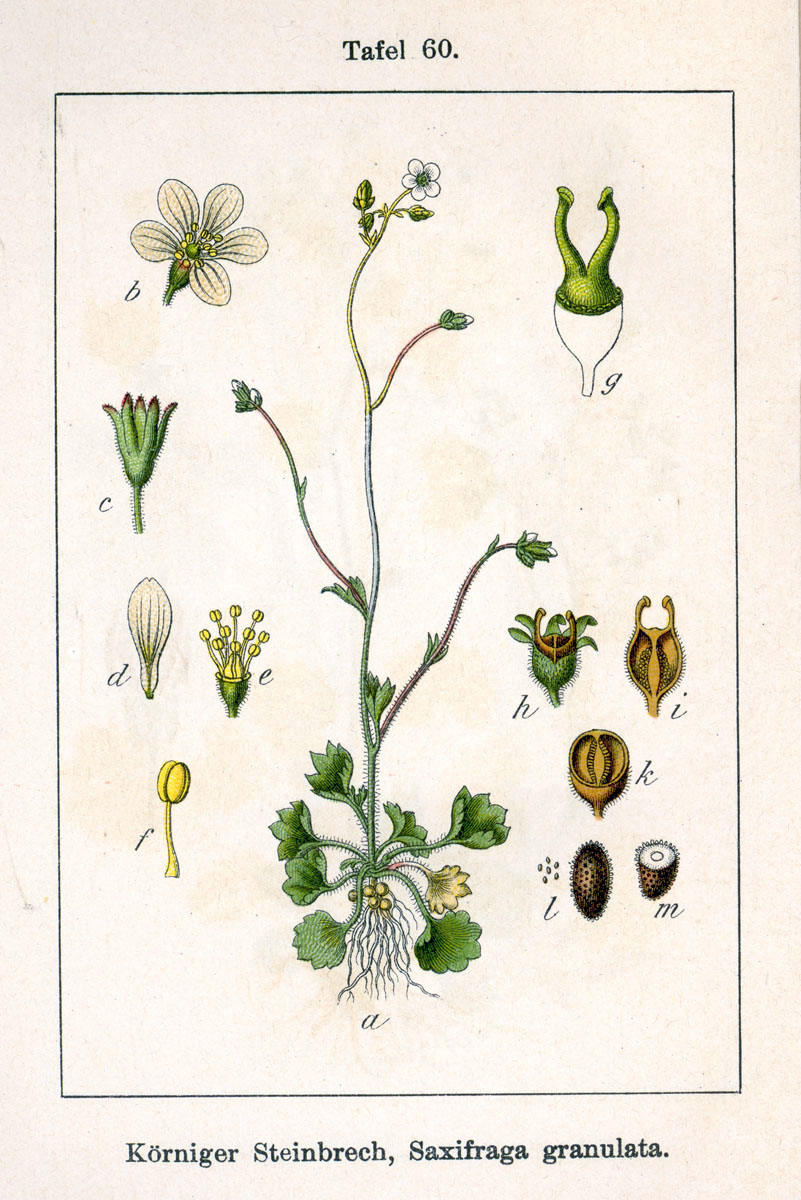
Bild 60 i Johann Georg Sturm: Deutschlands Flora in Abbildungen. Illustratör Jacob Sturm